# Azizam
Azizam is een nummer van de Britse singer-songwriter Ed Sheeran uit 2025. Het is de eerste single van achtste studioalbum Play.

## Achtergrondinformatie
"Azizam" is Perzisch voor "mijn liefje" of "mijn geliefde". Het nummer bevat dan ook vele invloeden uit de Perzische muziek; er wordt op Perzische instrumenten gespeeld en het bevat Perzische achtergrondzangers. Sheerans vrouw Cherry Seaborn diende als inspiratie voor het nummer. De zanger gaf zelf aan ook beïnvloed te zijn door producer Ilya Salmanzadeh, die het nummer mede heeft geproduceerd en een Perzische achtergrond heeft. "Ik schreef 'Azizam' nadat Ilya me voorstelde om muziek te maken die geïnspireerd was op zijn Perzische erfgoed. Ik vond het geweldig hoe veel ritmes, melodieën en instrumenten anders, maar toch vergelijkbaar waren met de Ierse traditionele muziek waarmee ik ben opgegroeid", aldus Sheeran. Sheeran en Salmanzadeh ontdekten dat Perzische muziek en Ierse folk veel gemeen hebben, waaronder ongebruikelijke toonladders en percussietrucjes. De tekst draait om liefde en verbinding.
Het nummer werd meteen wereldwijd een grote hit. Zo bereikte het de 3e positie in Sheerans thuisland het Verenigd Koninkrijk. Ook in het Nederlandse taalgebied bleek het nummer prima te werken; met een 5e positie in de Nederlandse Top 40, en een 3e positie in de Vlaamse Ultratop 50.

## Tracklijst
Muziekdownload
1. "Azizam" - 2:42

## Hitlijsten

### Ultratop 50 Vlaanderen
| Hitnotering: 12-04-2025-... | Hitnotering: 12-04-2025-... | Hitnotering: 12-04-2025-... | Hitnotering: 12-04-2025-... | Hitnotering: 12-04-2025-... | Hitnotering: 12-04-2025-... | Hitnotering: 12-04-2025-... | Hitnotering: 12-04-2025-... | Hitnotering: 12-04-2025-... | Hitnotering: 12-04-2025-... | Hitnotering: 12-04-2025-... | Hitnotering: 12-04-2025-... | Hitnotering: 12-04-2025-... | Hitnotering: 12-04-2025-... | Hitnotering: 12-04-2025-... | Hitnotering: 12-04-2025-... | Hitnotering: 12-04-2025-... | Hitnotering: 12-04-2025-... | Hitnotering: 12-04-2025-... | Hitnotering: 12-04-2025-... |
| Week:                       | 1                           | 2                           | 3                           | 4                           | 5                           | 6                           | 7                           | 8                           | 9                           | 10                          | 11                          | 12                          | 13                          | 14                          | 15                          | 16                          | 17                          | 18                          |                             |
| --------------------------- | --------------------------- | --------------------------- | --------------------------- | --------------------------- | --------------------------- | --------------------------- | --------------------------- | --------------------------- | --------------------------- | --------------------------- | --------------------------- | --------------------------- | --------------------------- | --------------------------- | --------------------------- | --------------------------- | --------------------------- | --------------------------- | --------------------------- |
| Positie:                    | 5                           | 4                           | 4                           | 4                           | 4                           | 3                           | 3                           | 3                           | 2                           | 2                           | 3                           | 3                           | 2                           | 1                           | 2                           | 3                           | 2                           | 3                           |                             |
| Week:                       | 19                          |                             |                             |                             |                             |                             |                             |                             |                             |                             |                             |                             |                             |                             |                             |                             |                             |                             |                             |
| Positie:                    | 2                           |                             |                             |                             |                             |                             |                             |                             |                             |                             |                             |                             |                             |                             |                             |                             |                             |                             |                             |